# BIOS (Fachzeitschrift)
Die Zeitschrift für Biographieforschung, Oral History und Lebensverlaufsanalysen (BIOS) ist eine Fachzeitschrift mit Schwerpunkt Biografieforschung, die seit 1988 zweimal jährlich erscheint. Die Zeitschrift veröffentlicht Beiträge zur aktuellen Biografieforschung und stellt in- und ausländische Forschungsergebnisse sowie Forschungsdebatten vor.
Die Zeitschrift erscheint im Verlag Barbara Budrich. Zum Herausgebergremium gehören unter anderem Johannes Huinink, Almut Leh, Albrecht Lehmann, Lutz Niethammer und Alexander von Plato sowie Gerhard Botz, Ulrich Herrmann, Utz Jeggle und Martin Kohli.